# Sook-Yin Lee
Sook-Yin Lee (1966) es una música, directora de cine y actriz canadiense de origen chino, nacida en Vancouver. Famosa entre los medios de comunicación de Canadá, compone canciones, escribe guiones, es cuentacuentos, pinta y colabora en la radio de su país.

## Discografía
- Tale of Two Legs (1993, con Bob's Your Uncle)
- Cages (1993, con Bob's Your Uncle)
- Lavinia's Tongue (1994)
- Wigs 'n Guns (1996)

## Filmografía
- Green Dolphin Beat (1994)
- Bad Company (1995)
- Sliders (1995)
- Boy Meets Girl (1998)
- Hedwig and the Angry Inch (2001)
- The Art of Woo (2001)
- 3 Needles (2005)
- Shortbus (2006)
- Close to You (2023)